# Globularia salicina
Espèce
Classification APG III (2009)
Globularia salicina est une espèce de plantes à fleurs de la famille des Plantaginacées (autrefois des Globulariacées dans la classification de Cronquist), endémique à la Macaronésie.

## Synonymes
- Globularia longifolia Aiton
- Globularia procera Salisb.

## Description
- Feuilles en forme de feuilles de saule (Salix)
- Fleurs en capitules de 15 mm de diamètre[1].

## Distribution
On trouve l'espèce à Madère et dans les îles Canaries occidentales.